# ميتال غير (سلاح ميكا خيالي)

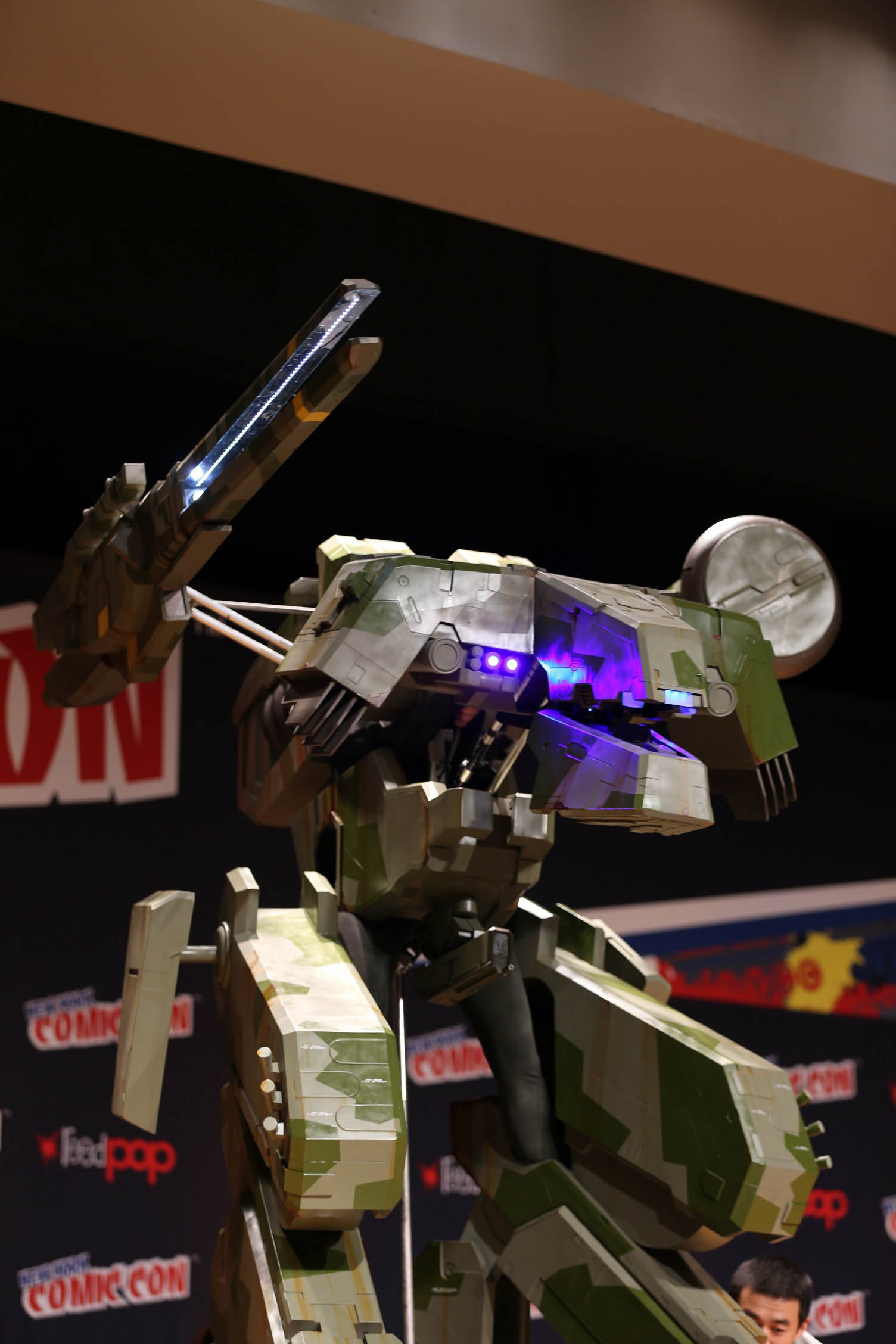

الميتال غير (Metal Gear) هي مجموعة آليات المايكا الموجوة في سلسلة ألعاب ميتال غير، وهي عبارة عن مدرعات آلية ذات احجام مختلفة. يستطيع بعضها حمل رؤوس نووية. وتعتبر الميتال غير تهديدا للعالم حيث بإمكانها إطلاق الصواريخ من أي مكان تقريباً بسبب قدرتها على التنقل في الأماكن الوعرة والجبلية بسهولة (بواسطة ارجلها).

## نماذج الميتال غير من السلسلة الرئيسية

### TX-55 Metal Gear
ظهر في الجزء الأول من السلسلة ميتال غير (MG) على أجهزة صخر.

### Metal Gear D
ظهر في الجزء الثاني من السلسلة ميتال غير 2: سوليد سنيك (MG2).

### Metal Gear REX
أول ظهور له كان في ميتال غير سوليد (MGS) ثم ظهر في ميتال غير سوليد 4 (MGS4) عندما استخدمه سوليد سنيك (Solid Snake) في القضاء على Metal Gear RAY.

### Metal Gear RAY
هناك نموذجان من RAY النموذج الأول صُمم من أجل القضاء على نسخ Metal Gear REX التي انتشرت بعد حادثة Shadow Moses أما النموذج الثاني فكان بدون طيار وصمم للدفاع عن Arsenal Gear. ظهر RAY في أجزاء عديدة من السلسلة.

### Arsenal Gear
ظهرت في ميتال غير سوليد 2 (MGS2).

### Shagohod
هو عبارة عن دبابة ضخمة تستطيع إطلاق صواريخ نووية. ظهرت في ميتال غير سولي 3 (MGS3). لا تعتبر من الميتال غير لعدم احتوائها على أرجل.

### Gekko
صممت ال Gekko خصيصاً للاهداف الصغيرة وتقوم بعمل الدبابات والسيارات المقاتلة. ظهرت في ميتال غير سوليد 4 (MGS4).

### Metal Gear Mk. II و Mk. III
عبارة عن ميتال غير صغير الحجم يقوم بمساعدة سنيك (Snake). ظهر في ميتال غير سوليد 4 (MGS4) مع شبيهه MK.III.\

### Peace Walker
عبارة عن سلاح نووي رادع متكامل ظهر في ميتال غير سوليد: بيس والكر وهو مابين ميتال قير و Shagohod لان بامكانه التحول من وضع الرجلين إلى اربع ارجل اخترع من قبل Heuy واشرف عليه Cold Man وهو الحافظ للرقم السري الخاص به ووضع فيه AI الخاص The boss اخترع AI من قبل Dr.Stragelove

### Outer Haven
عبارة عن غواصة محصنة بمجموعة من الميتال غير راي (Metal Gear RAY)، تحمل مدفع كهربائي (Railgun). على الغواصة مجسم يشبه إلى حد كبير النصب التذكاري بجبل راشمور لكن يحمل صور أبناء البيج بوس (Big Boss) (سوليد سنيك، سوليدس، ليكويد سنيك)و البيج بوس نفسه.